# Hôtel d'Avaray
El hôtel d'Avaray es un hotel particular ubicada en el 85 de la rue de Grenelle en el VII Distrito de París.

## Historia
Fue construido entre 1718 y 1723 por el arquitecto Jean-Baptiste Leroux como encargo de Claude-Théophile de Béziade, marqués de Avaray, héroe de la batalla de Almansa, teniente general del rey de España Felipe V y gobernador de las provincias de Flandes española y de Henao. Apenas acabado, el hotel se alquiló a Horace Walpole, entonces embajador de Inglaterra en Francia y célebre por haber inventado el concepto de «serendipia». En propiedad de los duques de Avaray hasta en 1920, fecha en la que fue comprado por el gobierno de los Países Bajos que lo destinó para su embajada en Francia. Sirve principalmente para las recepciones diplomáticas y como lugares de intercambios franco-neerlandeses. Durante la construcción del bulevar Raspail, la demolición de un hotel del vecindario fue la ocasión de comprar e instalar carpintería adornada con trofeos en la gran sala de estar.
El Gobierno de Países Bajos a veces lo alquilan para filmar películas como ¡Que te calles! en 2002 y más recientemente, Intouchables  en 2011, o Al otro lado de la periferia en 2012 . Así, cuando el edificio no se utiliza, permite que la embajada reciba fondos para financiar proyectos culturales.